# Ur-Ninurta
Ur-Ninurta (transliterado del cuneiforme Ur-nin-urta, antiguamente Ur-NINIB) fue el sexto rey de la I dinastía de la ciudad sumeria de Isin (1923-1896 a. C.) (cronología media) o (1859-1832) (cronología corta). La lista real sumeria le adjudica veintiocho años de reinado.
Fue ishippu (categoría sacerdotal) de Eridu y sacerdote en Uruk. Llegó al trono de Isin tras un golpe de Estado. Se enfrentó a Larsa durante los reinados de Gungunum y Abisare, quien finalmente le dio muerte.
De su reinado se conserva un código, similar a otros códigos sumerios, llamado Instrucciones de Ur-Ninurta. En el texto, escrito en prosa, Ur-Ninurta aparece mitificado como reestablecedor de la justicia, el orden y la religión en Isin tras el diluvio.
| Predecesor: Lipit-Ishtar | Rey de Isin 1923 - 1896 a. C. | Sucesor: Bur-Sin |